# Мустафин, Карим Закирович
Карим Закирович Мустафин (июль 1896, Верхнеуральск, Оренбургская губерния — 1953) — советский государственный и партийный деятель.

## Биография
Карим Мустафин родился в июле 1896 года в городе Верхнеуральске Верхнеуральского уезда Оренбургской губернии, ныне город — административный центр Верхнеуральского городского поселения и Верхнеуральского района Челябинской области.
В 1905—1908 годах учился в приходской школе.
В 1911—1913 годах — подручный мастера по кирпичному и печному производству Верхнеуральского завода.
В 1913—1917  годах — мастер кирпичного завода «Тирлянск».
В 1918—1920  годах — служил в 30-й дивизии Рабоче-крестьянской Красной Армии. Участник Гражданской войны.
В 1918 году вступил в РКП(б), с 1925 года партия переименована в ВКП(б), c 1952 года партия переименована в КПСС.
В 1920 году окончил годичные Самарские курсы красных командиров.
После демобилизации с 1921 года — на партийной работе. До 1922 года — инструктор Верхнеуральского уездного комитета РКП(б).
В 1922 — октябре 1924 года работал председателем профсоюзного комитета рудника-прииска «Балканск» (Верхнеуральский уезд).
В октябре 1924 — сентябре 1925 года — инструктор Верхнеуральского районного комитета РКП(б).
С сентября 1925 до сентября 1927 года — инструктор Троицкого окружного комитета ВКП(б).
В 1925—1926 годах секретарь ячейки РКП(б) - ВКП(б) в пос. Кассельский Нагайбакского района Троицкого округа Уральской области.
В 1926—1927 годах — слушатель Курсов уездных партийных работников при ЦК ВКП(б).
В июне 1928 — феврале 1930 года — ответственный секретарь Нагайбакского районного комитета ВКП(б).
В феврале — августе 1930  года — председатель Исполнительного комитета Верхнеуральского районного Совета депутатов трудящихся.
С августа 1930 по август 1931 года — председатель Исполнительного комитета Бардымского районного Совета депутатов трудящихся.
С сентября 1931 по декабрь 1932 года — ответственный, затем первый секретарь Ялано-Катайского районного комитета ВКП(б).
С января 1933 по сентябрь 1934 года — помощник заведующего шахтой им. Ленина  шахтоуправления «Кизелуголь»
В 1934 году — заведующий Кизеловским городским отделом земледелия.
В 1934—1935 годах — заведующий Кизеловским районным земельным отделом.
В 1935—1936 годах — заведующий Кунгурским районным земельным отделом.
В феврале 1936 — апреле 1936 года — председатель Исполнительного комитета Кунгурского районного Совета депутатов трудящихся.
В апреле 1936 — июне 1938 — заведующий Кунгурским районным земельным отделом.
С июня 1938 года вновь на партийной работе: до начала 1939 — инструктор Кунгурского районного комитета ВКП(б).
В январе ноябре 1939 года — заведующий Кунгурским районным земельным отделом
В ноябре 1939 — марте 1941 года — председатель Исполнительного комитета Кунгурского районного Совета депутатов трудящихся.
С марта 1941 по январь 1943 года — первый секретарь Кунгурского районного комитета ВКП(б).
В январе 1943 года избран первым заместителем председателя Исполнительного комитета Молотовского областного Совета депутатов трудящихся.
С июня 1944 по январь 1947 года работал председателем Исполнительного комитета Северо-Казахстанского областного Совета депутатов трудящихся.
В 1947 году — межрайонный государственный инспектор по определению урожайности по Актюбинской области.
С мая 1947 по март 1950 года — первый секретарь Усинского районного комитета ВКП(б).
Карим Закирович Мустафин умер в 1953 году.

## Награды
- Орден Трудового Красного Знамени, 1945 год